# Liste der leistungsstärksten Windkraftanlagen
Diese Liste der leistungsstärksten Winkraftanalgen umfasst Windkraftanlagen ab einer installierten Leistung von 10 MW, die sich zumindest im Prototypenstadium befinden. Diese sind bisher (2024) ausschließlich für Einsätze in Offshore-Windparks vorgesehen; die Prototypen befinden sich jedoch teils an Land.
| Hersteller                              | Modell         | Installierte Leistung (MW) | Status                | Datum          | Windfarmen | Anmerkungen und Referenzen |
| --------------------------------------- | -------------- | -------------------------- | --------------------- | -------------- | --- | --- |
| Dongfang Electric                       |                | 26                         | Prototyp              | Oktober 2024   | Fujian (China) | 310 Meter Rotordurchmesser, Nabenhöhe 185 Meter. |
| Siemens Gamesa                          | SG 276 DD      | 21,5                       | Prototyp              | April 2025     | Østerild (Dänemark) | Rotordurchmesser 276 Meter |
| Mingyang Wind Power                     | MySE18.X-20MW  | 20                         | Prototyp              | August 2024    | Lingao (China) | Rotordurchmesser 292 Meter, wobei auch kleinere Varianten mit Durchmesser ab 260 Meter vorgesehen sind. Zwei Rotorblätter der 20 MW-Anlage brachen im Dezember 2024 während der Erprobung                                    |
| China Railway Rolling Stock Corporation | Qihang         | 20                         | Prototyp              | Januar 2025    | Gelbes Meer, nahe Dongying (China) | Rotordurchmesser 260 Meter |
| Dongfang Electric                       | DEW-18 MW-260  | 18                         | Prototyp              | Juni 2024      | Shantou (China) | Rotordurchmesser 260 Meter |
| Mingyang Wind Power                     | MySE 16.0-260  | 16                         | Prototyp              | September 2023 | Fujian (China) | Rotordurchmesser 260 Meter, Nabenhöhe 152 Meter Ab September 2023 Anschluss an das Stromnetz. |
| CSSC Haizhuang                          | H260-18M       | 18                         | Prototyp              | Juli 2024      | Liaoning (China) | Rotordurchmesser 260 Meter. |
| Goldwind                                | GWH252-16MW    | 16                         | Prototyp              | Juni 2023      | Fujian (China) | Rotordurchmesser 252 Meter, Nabenhöhe 146 Meter. |
| Vestas                                  | V236           | 15                         | Kommerzieller Betrieb | Juni 2024      | Thyborøn (Dänemark), He dreiht (Deutschland), Baltic Power (Polen), Hollandse Kust West (Niederlande), Empire Wind (Vereinigte Staaten) | Prototyp 2022. Kommerzielle Installation 2024 in Thyborøn, Gesamthöhe 266 Meter, Rotordurchmesser 236 Meter. |
| GE Wind Energy                          | Haliade-X      | 14,7                       | Prototyp              |                | Dogger Bank C (Vereinigtes Königreich)                                                                                                  | Der Prototyp wurde im Oktober 2019 mit 12 MW installiert, aufgerüstet auf 13 MW im Oktober 2020, ein weiteres Mal auf 14 MW im Oktober 2021, danach auf 14,7 MW. Der Betrieb in der Windfarm Dogger Bank C ist 2026 geplant. |
| Siemens Gamesa                          | SG 14-236 DD   | 14,7                       | Prototyp              | März 2023      | Østerild (Dänemark) | Rotordurchmesser 236 Meter. Kommerzieller Betrieb von 95 Anlagen ist 2026 im Windpark East Anglia 3 in der Nordsee vorgesehen.                                                                                               |
| Siemens Gamesa                          | SG 14-222 DD   | 14,7                       | Kommerzieller Betrieb | April 2024     | Moray West (Vereinigtes Königreich) | Rotordurchmesser 222 Meter. Prototyp im November 2021 im Windkraftanlagentestfeld Østerild in Dänemark installiert. |
| GE Wind Energy                          | Haliade-X      | 13                         | Kommerzieller Betrieb | Januar 2024    | Vineyard Wind (Vereinigte Staaten), Dogger Bank A und B (Vereinigtes Königreich),                                                       | Im Januar 2024 lieferten die ersten Windturbinen im Windpark Vineyard Wind Strom. Die Fertigstellung von Dogger Bank A und B ist 2025 geplant.                                                                               |
| Mingyang Wind Power                     | MySE 12-242    | 12                         | Kommerzieller Betrieb | August 2023    | Qingzhou 4 (China) | [ 31 ] |
| Siemens Gamesa                          | SG 11.0-200 DD | 11                         | Kommerzieller Betrieb | April 2022     | Hollandse Kust Zuid (Niederlande), Hollandse Kust Noord (Niederlande), South Fork, Revolution Wind (Vereinigte Staaten)                 | [ 32 ] [ 33 ] |
| Mingyang Wind Power                     | MySE 11-230    | 11                         | Kommerzieller Betrieb | August 2023    | Qingzhou 4 (China) | [ 34 ] |
| MHI-Vestas                              | V164-10.0      | 10                         | Kommerzieller Betrieb | Juni 2023      | Seagreen (Vereinigtes Königreich) | |